# Jostein Gundersen
Jostein Maurstad Gundersen (ur. 2 kwietnia 1996) – norweski piłkarz występujący na pozycji środkowego obrońcy w norweskim klubie Tromsø IL.

## Kariera klubowa

### Tromsø IL
W 2011 roku dołączył do akademii Tromsø IL. W 2014 roku został przesunięty do pierwszego zespołu. Zadebiutował 2 listopada 2014 w meczu OBOS-ligaen przeciwko Hamarkameratene (1:4). W sezonie 2014 jego drużyna zajęła drugie miejsce w tabeli i awansowała do najwyższej ligi. W Eliteserien zadebiutował 26 lipca 2015 w meczu przeciwko Odds BK (3:2). Pierwszą bramkę zdobył 13 kwietnia 2016 w meczu Pucharu Norwegii przeciwko Lyn Fotball (0:7). Pierwszą bramkę w Eliteserien zdobył 9 lipca 2016 w meczu przeciwko FK Haugesund (2:2). W sezonie 2019 jego zespół zajął przedostatnie miejsce w tabeli i spadł do OBOS-ligaen. Po jednym sezonie spędzonym na drugim poziomie rozgrywkowym, jego drużyna zdobyła mistrzostwo ligi i awansowała do Eliteserien.

## Kariera reprezentacyjna

### Norwegia U-21
W 2017 roku otrzymał powołanie do reprezentacji Norwegii U-21. Zadebiutował 24 marca 2017 w meczu towarzyskim przeciwko reprezentacji Portugalii U-21 (3:1).

## Statystyki

### Klubowe
(aktualne na dzień 6 sierpnia 2021)
| Klub               | Sezon              | Liga               | Liga  | Liga   | Puchar kraju | Puchar kraju | Suma  | Suma   |
| Klub               | Sezon              | Liga               | Mecze | Bramki | Mecze        | Bramki       | Mecze | Bramki |
| ------------------ | ------------------ | ------------------ | ----- | ------ | ------------ | ------------ | ----- | ------ |
| Tromsø IL          | 2014               | OBOS-ligaen        | 1     | 0      | 0            | 0            | 1     | 0      |
| Tromsø IL          | 2015               | Eliteserien        | 3     | 0      | 0            | 0            | 3     | 0      |
| Tromsø IL          | 2016               | Eliteserien        | 17    | 3      | 4            | 1            | 21    | 4      |
| Tromsø IL          | 2017               | Eliteserien        | 21    | 1      | 3            | 1            | 24    | 2      |
| Tromsø IL          | 2018               | Eliteserien        | 24    | 3      | 4            | 0            | 28    | 3      |
| Tromsø IL          | 2019               | Eliteserien        | 15    | 1      | 0            | 0            | 15    | 1      |
| Tromsø IL          | 2020               | OBOS-ligaen        | 28    | 2      | 0            | 0            | 28    | 2      |
| Tromsø IL          | 2021               | Eliteserien        | 6     | 0      | 1            | 0            | 7     | 0      |
| Tromsø IL          | Ogólnie            | Ogólnie            | 115   | 10     | 12           | 2            | 127   | 12     |
| Ogólnie w karierze | Ogólnie w karierze | Ogólnie w karierze | 115   | 10     | 12           | 2            | 127   | 12     |

### Reprezentacyjne
| Reprezentacja | Rok     | Mecze | Bramki |
| ------------- | ------- | ----- | ------ |
| Norwegia U-21 |         |       |        |
| 2017          | 2       | 0     |        |
| Ogólnie       | Ogólnie | 2     | 0      |

| Mecze i gole w reprezentacji | Mecze i gole w reprezentacji | Mecze i gole w reprezentacji | Mecze i gole w reprezentacji | Mecze i gole w reprezentacji | Mecze i gole w reprezentacji | Mecze i gole w reprezentacji | Mecze i gole w reprezentacji |
| Lp.                          | Data                         | Miejsce                      | Gospodarz                    | Gość                         | Wynik                        | Gol                          | Rozgrywki                    |
| ---------------------------- | ---------------------------- | ---------------------------- | ---------------------------- | ---------------------------- | ---------------------------- | ---------------------------- | ---------------------------- |
| 1.                           | 24.03.2017                   | Estoril                      | Portugalia U-21              | Norwegia U-21                | 3:1                          |                              | Mecz towarzyski              |
| 2.                           | 28.03.2017                   | Marbella                     | Rosja U-21                   | Norwegia U-21                | 2:0                          |                              | Mecz towarzyski              |

## Sukcesy

### Tromsø IL
- Mistrzostwo OBOS-ligaen (1×): 2020
- Wicemistrzostwo OBOS-ligaen (1×): 2014